# Gontermann-Peipers
Gontermann-Peipers (GP) ist ein in seinen Ursprüngen bis auf das Jahr 1825 zurückgehendes deutsches Unternehmen der metallverarbeitenden Industrie mit Sitz in Siegen, Nordrhein-Westfalen. Das Unternehmen stellt Walzwerkswalzen und Gussprodukte her. Zum Produktionsprogramm zählen Arbeits-, Stütz- und Profilwalzen für Stahl- und Aluminium-Walzwerke, die im Werk Marienborn im Siegener Stadtteil Kaan-Marienborn gefertigt werden. Im Werk Hain im Siegener Ortsteil Hain, das über neun Induktionsöfen mit insgesamt 150 Tonnen Schmelzkapazität verfügt, wird in Strangguss, Schleuderguss, Kokillenguss und Handformguss produziert.

## Unternehmensgeschichte

### Breidenbach / Gontermann
Im Jahr 1825 gründete der Siegener Lehmformer Johann Heinrich Breidenbach an seinem Wohnsitz im Siegener Ortsteil Sieghütte einen häuslichen Betrieb zur Herstellung von Öfen und Glühtöpfen für das Ausglühen von Draht. 1847 trat sein Schwiegersohn Gustav Gontermann in das Unternehmen ein und wurde zu dessen erstem Namensgeber. Die Firma Gustav Gontermann fertigte ab dem Jahr 1855 Gussteile und Walzen, zuletzt in der Rechtsform einer Gesellschaft mit beschränkter Haftung.

### Peipers

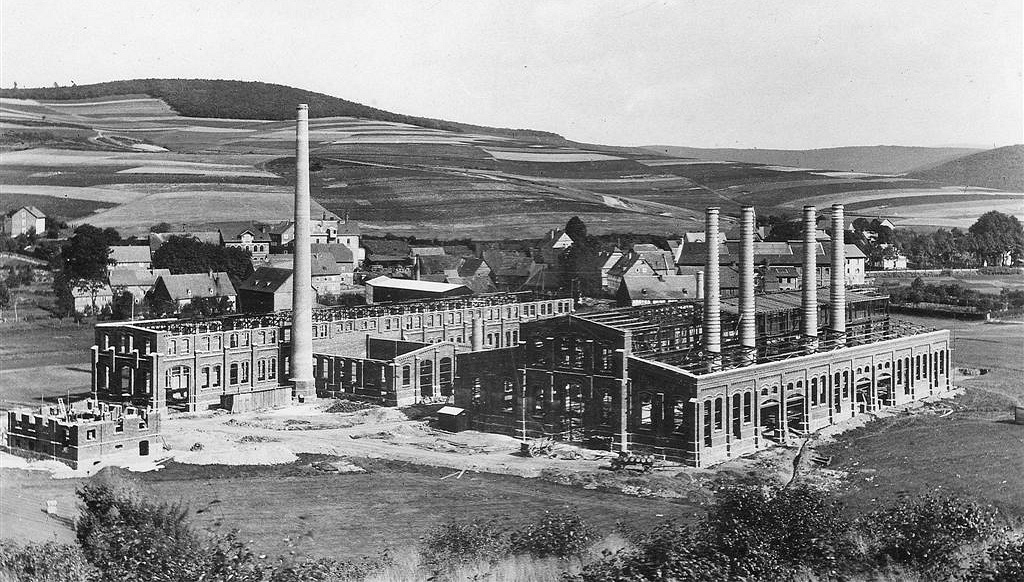
Rohbau des neuen Peipers-Werks Marienborn, 1898

Der Unternehmer Emil Peipers (1851–1930) übernahm im Jahr 1880 im Siegener Stadtteil Hain eine Gießerei. 1883 überführte er sein Unternehmen in die Rechtsform einer Kommanditgesellschaft unter der Firma Emil Peipers & Cie. KG, Produktionsschwerpunkt war der Walzenguss. 1894 erhielt Peipers vom Kaiserlichen Patentamt ein Patent für den Hartguss. Das Unternehmen expandierte und ließ 1898 ein zusätzliches Werk zur Fertigung von Walzen im damaligen Siegener Vorort Marienborn errichten. 1903 wurde das Unternehmen unter der Firma Peipers & Cie. AG für Walzenguss in eine Aktiengesellschaft umgewandelt. Im Laufe der Jahre wurden weitere Unternehmen angegliedert, so 1911/1912 die Lothringer Walzengießerei AG in Busendorf (1919/1920 an ein französisches Unternehmen verkauft) und 1916 die Hainer Hütte AG in Siegen.

### Gontermann-Peipers
Bereits 1926 verhandelten beide Unternehmen über einen Zusammenschluss zur Rationalisierung der Produktion. In das dazu neu gegründete Unternehmen Gontermann-Peipers AG für Walzenguss und Hüttenbetrieb, das zeitweise auch unter dem Akronym GOPAG bekannt wurde, brachten die Peipers & Cie. AG und die Gustav Gontermann GmbH ihre Produktionsanlagen ein und blieben als Holding-Gesellschaften bestehen. Während die 1927 eingebrachten Werte auf ein nominelles GOPAG-Aktienkapital von 1,797 Mio. RM (Gontermann) und 1,198 Mio. RM (Peipers) beziffert wurden, glichen sich die Aktienanteile bis 1943 auf ein Verhältnis 52 % zu 48 % bei 3,2 Mio. RM Aktienkapital aus. Nach Einsetzen der Wiederaufrüstungs Deutschlands unter dem Nationalsozialismus erwarb die GOPAG 1935 die stillliegende Eiserfelder Hütte und nahm sie 1937 wieder in Betrieb.
Während männliche Nachkommen von Emil Peipers weder in der GOPAG noch in der Holding in Erscheinung traten, gehörten dem GOPAG-Aufsichtsrat bis mindestens 1943 mit Rudolf Gontermann (* 1900) und Walter Gontermann (* 1884) zwei Nachkommen Gustav Gontermanns an.
Während des Zweiten Weltkriegs wurde 1942 die Walzengießerei in Busendorf zurückerworben, die nach Kriegsende erneut verloren ging. Im Luftkrieg wurde das Unternehmen wegen seiner Bedeutung für die Rüstungsproduktion bombardiert; die Werke Marienborn und Hain wurden bei Bombenangriffen beschädigt und nach Kriegsende wieder aufgebaut.

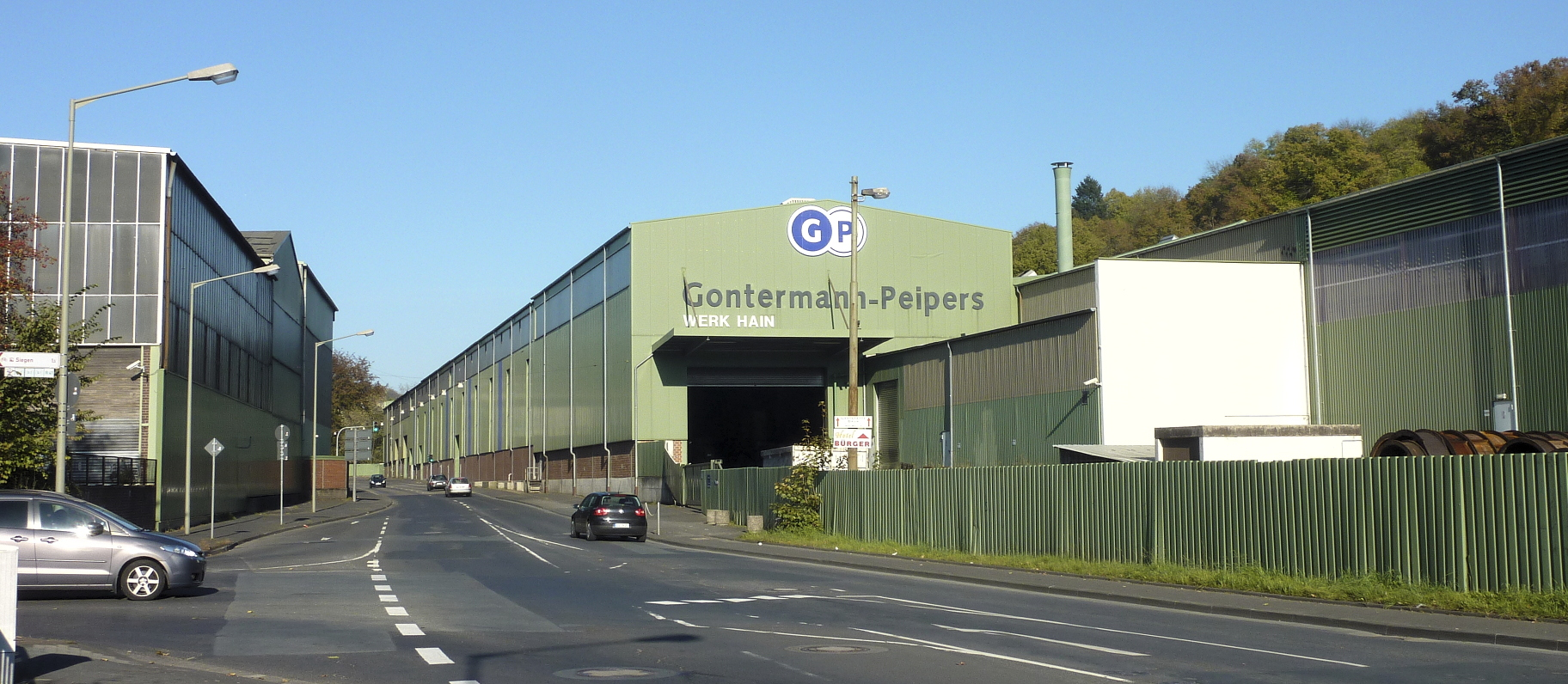
Gontermann-Peipers, Werk Hain an der Marienborner Straße in Siegen

1950 entwickelte Gontermann-Peipers ein neuartiges Stahlverbund-Gießverfahren, das die Qualität der hergestellten Walzen verbesserte. Im Jahr 1958 nahm das Unternehmen den ersten Lichtbogenofen in Betrieb. In den folgenden Jahrzehnten wurden die Produktionstechniken weiter verbessert; ab 1985 konnten große Gussblöcke mit einem Volumen von einem Kubikmeter gegossen werden.
Seit 1993 werden im neu errichteten Schmelz- und Gießbetriebs des Werks Hain Mahlwalzen hergestellt, in den Jahren 2000 bis 2007 erfolgten mehrere zusätzliche Erweiterungen. Seit den 1990er-Jahren produzierte Gontermann-Peipers bis zu 100 t schwere Walzen und beliefert etwa 100 Unternehmen in 27 Ländern. Im Werk Marienborn werden unter anderem die Castor-Behälter für die Aufbewahrung und den Transport radioaktiver Materialien hergestellt.